# Reuzenpekari
De reuzenpekari (Platygonus compressus) is een uitgestorven pekari-soort uit het Pleistoceen. Het is de bekendste soort van het geslacht Platygonus.
Deze varkenachtige evenhoevige was vijfenzeventig centimeter hoog en vijftig kilogram zwaar. De reuzenpekari verspreidde zich na het sluiten van de landengte van Midden-Amerika vanuit Noord-Amerika naar het zuiden. Platygonus betekent 'platte kop' en verwijst naar de vlakke vorm van het voorhoofd. De poten waren lang en stelden de reuzenpekari in staat om snel te rennen. Net als de huidige soorten was de reuzenpekari een sociaal levend dier en een bewoner van bossen en boomsavannes. De reuzenpekari was een herbivoor, maar de lange, scherpe hoektanden lijken op die van een vleeseter. Waarschijnlijk waren deze tanden bedoeld om zich te kunnen verdedigen tegen roofdieren, zoals sabeltandkatten en reuzenwolven.